# 布拉班特的瑪麗 (1254年)
布拉班特的瑪麗（法語：Marie de Brabant，1254年5月13日—1322年1月12日），法蘭西王后，腓力三世的第二任妻子。她是布拉班特公爵亨利三世的女兒。

## 家庭
瑪麗於1274年和腓力三世結婚，兩人共有1子2女：
1. 路易（1276年—1319年）
2. 瑪格麗特（1279年—1318年）
3. 布朗歇（英语：Blanche of France, Duchess of Austria）（1282年—1305年）